# معركة تفتناز
بدأت معركة تفتناز في 3 أبريل 2012 في محافظة إدلب بين المقاتلين المناهضين للحكومة وقوات الحكومة السورية المشاركة في حملة على مستوى البلاد ضد المعارضة ضد حكومة بشار الأسد. وجرت معارك عنيفة في ضواحي بلدة تفتناز، مما اسفر عن مقتل 20 شخصا. يوم المعركة أعلن كوفي أنان وقف اطلاق النار للصراع السوري.
وبحلول 5 أبريل، استولى الجيش على مركز مدينة تفتناز، الذي دافع عنه 200 من الثوريين المسلحين، بعد معركة استمرت ساعتين، وبعد ذلك أفيد بأن الجيش قام باعتقال 82 شخصا وإعدامهم. ولم يعرف عدد مقاتلي المعارضة وعدد المدنيين.
وبعد شهرين، أطلق عليها اسم «مجزرة» في مدينة تفتناز، حيث غادر ثلثا السكان. وكانت البلدة بمثابة مركز للاحتجاجات المعارضة حتى قام الجيش بمداهمتها بالدبابات في 3 أبريل. وقال شهود عيان في المدينة أن الدبابات قصفت المدينة من أربعة اطراف قبل أن تنقل سيارات مدرعة عشرات الجنود الذين جروا المدنيين من منازلهم وقاموا بإطلاق النار عليهم في الشوارع كما ادعوا أن الجنود نهبوا ودمروا وأحرقوا المئات من المنازل، مما أدى إلى سقوط بعضهم على رؤوس أصحابها. واظهرت مقاطع الفيديو هذا، وقتل 62 شخصا خلال الهجوم، على الرغم من وجود تواجد صغير للمعارضة. ودمرت تسع دبابات حكومية بواسطة قنابل محلية الصنع أثناء مغادرتها البلدة.